# Gai Ateu Capitó (tribú 55 aC)
Gai Ateu Capitó (en llatí: Gaius Ateius Capito) va ser un magistrat i polític romà del segle i aC.
Va ser elegit tribú de la plebs l'any 55 aC juntament amb Aquil·li Gal, i els dos tribuns es van oposar als cònsols Gneu Pompeu i Marc Licini Cras. Capitó es va oposar especialment a la proposta de Gai Treboni sobre el repartiment de províncies, però no va tenir èxit en la seva oposició. Capitó i Gal van provar d'impedir el reclutament de soldats, però els cònsols ho van impedir. Quan Cras va anunciar una expedició contra els parts s'hi va oposar i va anunciar prodigis terribles, però Cras se'n va riure i el censor Api Claudi Pulcre va castigar Capitó amb una "nota censoria" per haver inventat els prodigis per aturar Cras. Cassi Dió diu que també va fer diverses propostes contra Juli Cèsar, però Ciceró, un temps després, diu que va ser partidari de Cèsar, encara que no va fer cap declaració pública a favor d'ell. Podria ser també el mateix Capitó, a qui Tàcit anomena pretor, i que Apià indica que va ser legat de Marc Antoni.